# Jeppe Illum
Jeppe Illum (25 marzo 1992) è un calciatore danese, centrocampista del Ringsted.

## Carriera

### Club
Illum ha giocato nelle giovanili del Karrebæk, dell'Herlufsholm e del Næstved, prima di entrare in quelle del Silkeborg. Con questa maglia, ha esordito in Superligaen in data 19 marzo 2011: ha sostituito Rajko Lekić nel pareggio casalingo per 1-1 contro l'Odense. Il 15 maggio successivo ha trovato la prima rete nella massima divisione danese, nella sconfitta per 3-2 subita in casa del Nordsjælland.
Il Silkeborg è retrocesso in 1. Division al termine del campionato 2012-2013. Illum è rimasto in squadra e ha contribuito alla promozione arrivata già nell'annata successiva. Il Silkeborg è retrocesso nuovamente al termine della Superligaen 2014-2015.
Il 2 febbraio 2016 ha fatto ritorno al Næstved, che ha firmato un contratto valido per il successivo anno e mezzo. Il 13 marzo ha debuttato quindi con questa casacca, schierato titolare nella vittoria per 1-2 arrivata sul campo del Vejle. Il 20 marzo 2016 ha siglato la prima rete, nella sconfitta per 2-1 arrivata in casa del Fredericia.
Nell'estate 2017 è stato tesserato dal Vendsyssel. Il 30 luglio ha così esordito in squadra, impiegato da titolare nel 2-0 inflitto al Fremad Amager. Il 20 agosto ha realizzato il primo gol, nella vittoria per 3-0 sul Brabrand. Alla fine della stagione, il Vendsyssel ha conquistato la promozione in Superligaen.
A gennaio 2019, Illum è stato ceduto in prestito al Næstved. La nuova squadra non ha però tesserato il calciatore entro la fine del calciomercato, così Illum non poteva essere impiegato. Il 7 aprile 2019, Vendsyssel, Næstved e Roskilde hanno annunciato di aver raggiunto un accordo affinché Illum potesse giocare in quest'ultimo club, con la formula del prestito.
Il 7 aprile 2019 è così riuscito a tornare in campo, venendo schierato titolare nella sconfitta casalinga per 1-2 contro la sua ex squadra del Silkeborg. Il 14 aprile ha realizzato la prima rete, nella vittoria per 0-5 sul campo del Nykøbing.
Il 14 agosto 2019, Illum è passato ai norvegesi dell'Arendal, militanti in 2. divisjon. Ha scelto la maglia numero 7. Il 25 agosto ha esordito in squadra, subentrando a Shariff Cham nella sconfitta per 1-2 subita contro l'Egersund. L'8 settembre ha realizzato il primo gol, nella vittoria per 2-7 in casa del Byåsen. Il 4 dicembre 2019, l'Arendal ha reso noto che Illum non sarebbe stato in squadra per la stagione 2020, avendo manifestato la volontà di tornare in Danimarca.
A giugno 2020 si è accordato con l'Holbæk.

### Nazionale
Illum ha rappresentato la Danimarca a livello Under-20 e Under-21. Ha esordito con quest'ultima selezione in data 25 marzo 2013, subentrando ad Oliver Thychosen e segnando una doppietta nell'amichevole vinta col punteggio di 2-0 sulla Norvegia under 21.

## Statistiche

### Presenze e reti nei club
Statistiche aggiornate al 21 luglio 2020.
| Stagione          | Squadra           | Campionato        | Campionato | Campionato | Coppe nazionali | Coppe nazionali | Coppe nazionali | Coppe continentali | Coppe continentali | Coppe continentali | Altre coppe | Altre coppe | Altre coppe | Totale | Totale | Totale |
| Stagione          | Squadra           | Comp              | Pres       | Reti       | Comp            | Pres            | Reti            | Comp               | Pres               | Reti               | Comp        | Pres        | Reti        | Pres   | Reti   |        |
| ----------------- | ----------------- | ----------------- | ---------- | ---------- | --------------- | --------------- | --------------- | ------------------ | ------------------ | ------------------ | ----------- | ----------- | ----------- | ------ | ------ | ------ |
| 2010-2011         | Silkeborg         | SL                | 7          | 1          | CD              | ?               | ?               | -                  | -                  | -                  | -           | -           | -           | 7+     | 1+     |        |
| 2011-2012         | Silkeborg         | SL                | 8          | 0          | CD              | ?               | ?               | -                  | -                  | -                  | -           | -           | -           | 8+     | 0+     |        |
| 2012-2013         | Silkeborg         | SL                | 14         | 0          | CD              | 1+              | 0+              | -                  | -                  | -                  | -           | -           | -           | 15+    | 0+     |        |
| 2013-2014         | Silkeborg         | 1D                | 31         | 7          | CD              | 1               | 0               | -                  | -                  | -                  | -           | -           | -           | 32     | 7      |        |
| 2014-2015         | Silkeborg         | SL                | 27         | 0          | CD              | 3               | 4               | -                  | -                  | -                  | -           | -           | -           | 30     | 4      |        |
| 2015-feb. 2016    | Silkeborg         | 1D                | 10         | 0          | CD              | 2               | 0               | -                  | -                  | -                  | -           | -           | -           | 12     | 0      |        |
| Totale Silkeborg  | Totale Silkeborg  | Totale Silkeborg  | 97         | 8          |                 | 7+              | 4+              |                    | -                  | -                  |             | -           | -           | 104+   | 12+    |        |
| feb.-giu. 2016    | Næstved           | 1D                | 12         | 4          | CD              | -               | -               | -                  | -                  | -                  | -           | -           | -           | 12     | 4      |        |
| 2016-2017         | Næstved           | 1D                | 30         | 10         | CD              | 3               | 2               | -                  | -                  | -                  | -           | -           | -           | 33     | 12     |        |
| 2017-2018         | Vendsyssel        | 1D                | 29+1       | 5+0        | CD              | 0               | 0               | -                  | -                  | -                  | -           | -           | -           | 30     | 5      |        |
| 2018-gen. 2019    | Vendsyssel        | SL                | 3          | 0          | CD              | 3               | 0               | -                  | -                  | -                  | -           | -           | -           | 6      | 0      |        |
| Totale Vendsyssel | Totale Vendsyssel | Totale Vendsyssel | 32+1       | 5+0        |                 | 3               | 0               |                    | -                  | -                  |             | -           | -           | 36     | 5      |        |
| gen.-apr. 2019    | Næstved           | 1D                | 0          | 0          | CD              | -               | -               | -                  | -                  | -                  | -           | -           | -           | 0      | 0      |        |
| Totale Næstved    | Totale Næstved    | Totale Næstved    | 42         | 14         |                 | 3               | 2               |                    | -                  | -                  |             | -           | -           | 45     | 16     |        |
| apr.-giu. 2019    | Roskilde          | 1D                | 7          | 1          | CD              | -               | -               | -                  | -                  | -                  | -           | -           | -           | 7      | 1      |        |
| ago.-dic. 2019    | Arendal           | 2D                | 10         | 3          | CN              | -               | -               | -                  | -                  | -                  | -           | -           | -           | 10     | 3      |        |
| giu. 2020         | Holbæk            | 2D                | 0+5        | 0+2        | CD              | -               | -               | -                  | -                  | -                  | -           | -           | -           | 5      | 2      |        |
| Totale carriera   | Totale carriera   | Totale carriera   | 188+6      | 31+2       |                 | 13+             | 6+              |                    | -                  | -                  |             | -           | -           | 207+   | 39+    |        |